# Václav Babula
Václav Babula (23. září 1938 Zlín – 1. února 2008 Praha) byl český lékař, textař, básník a literát.

## Život
Jeho otec Rudolf Babula, farář Církve československé husitské v Uherském Brodě, zahynul v koncentračním táboře Mauthausen. Václav vyrůstal s matkou učitelkou v Uherském Brodě. V Uherském Brodě absolvoval gymnázium, následně vystudoval lékařskou fakultu Univerzity Jana Evangelisty Purkyně v Brně, vykonával praxi v oboru všeobecného lékařství, člen České lékařské společnosti. Věnoval se také ale poezii a psaní písňových textů. K jeho nejznámějším textům patří Slzy tvý mámy pro Petra Jandu a kapelu Olympic, psal ale i pro Martu Kubišovou, Karla Gotta, Yvettu Simonovu, Hanu Zagorovou a spoustu dalších.

## Dílo

### Z písňových textů
- Až se zítra probudíš; Mám rád chvíle, kdy se něco děje; Slzy tvý mámy (interpret Olympic)
- Až únavou (Marta Kubišová)
- Co jsem dělal, jak jsem žil; Jen mi věnuj kousek ráje; Jediné léto; Osmnáct (Jiří Helekal)
- Dlouhá léta; Mýdlo v mokré dlani (Pavel Novák)
- Já byl tenkrát její kluk (Maximum Petra Hanniga)
- Brigita (Josef Zíma, Jaromír Mayer)
- Je zvědavá; Sezóna štěstí (Viktor Sodoma)
- Cestu znám (Milan Drobný)
- Jak motýl křídla mám (Aleš Ulm)
- Malérečka; V září (Karel Gott)
- Jen se přiznej, že ti scházím; Tu lásku už víc nepotkáš (Waldemar Matuška)
- Láska chodí po horách; Mám rád sníh (Karel Černoch)
- Jen nad tou dálkou nezoufej (Jiří Vašíček)
- Když stráně jsou bílé; Tam kde kvetou vlčí máky (Yvetta Simonová)
- Zbývá jen dvanáct mil (Milan Chladil)
- Líná řeka (Jaromír Mayer)
- Rozmarýn; Dobře, že tě mámo mám (Miluše Voborníková)
- Pár bílejch koní (Karel Hála)
- Tam kde schází terminál (Hana Zagorová, Stanislav Hložek)
- Život je kapka deště (Hana Zagorová)
- Ten první rok (Valérie Čižmárová)
- Teď, když mám kam jít (Jiří Štědroň)
- Tvůj ostrov nadějí (Lída Nopová)
- Kde je ten bič (Pavel Sedláček)
- Najdi si cestu k nám (Hana Ulrychová)

### Filmová hudba
- Film Příhody pana Příhody, 1982 (režie Karel Steklý)

### Literární tvorba
- Život je kapka deště (sbírka lyrické poezie; vydáno 1996)
- Vánoce 89 (bibliofilie; vydáno 1998, Nakladatelství ALFA-OMEGA Praha, ISBN 80-902254-9-7)
- Prstoklady lásky (sbírka básní inspirovaná japonskou poezií; vydáno 2001, Nakladatelství Academia, ISBN 80-200-0880-2)
- Cena tvého života (sbírka poezie; vydáno 2002, Nakladatelství Mladá fronta, ISBN 80-204-0970-X)
- Láskoviny (sbírka poezie; vydáno 2006, Nakladatelství Mladá fronta, ISBN 80-204-1387-1)

## Ocenění
- Cena kritiky na festivalu Bratislavská lyra 1973 za píseň Slzy tvý mámy